# アレッサンドロ・ヴォリャッコ
アレッサンドロ・ヴォリャッコ（Alessandro Vogliacco, 1998年9月14日 - ）は、イタリア・アックアヴィーヴァ・デッレ・フォンティ出身のサッカー選手。ジェノアCFC所属。ポジションはディフェンダー。姓はヴォッリャッコ、ヴォリアッコなどとも表記される。

## 経歴

### クラブ
1998年9月14日、イタリア・プッリャ州のアックアヴィーヴァ・デッレ・フォンティに生まれた。ASバーリの下部組織で育ち、ASローマへの期限付き移籍を経て、2014年にユヴェントスFCの下部組織に加入。2016年にはプリマヴェーラでトルネオ・ディ・ヴィアレッジョのタイトルを獲得した。
2018年8月17日、セリエBに昇格したパドヴァ・カルチョに1年間の期限付き移籍で加入した。11月24日に行われた第13節のカルピFC1909との試合で交代出場によりプロデビューを果たした。
2019年1月21日、セリエCのポルデノーネ・カルチョに6月までの期限付き移籍で加入した。このシーズンにクラブはジローネBを制し、セリエB初昇格を決めると、シーズン終了後の7月24日に2022年6月までの3年契約の完全移籍で再びポルデノーネに加入した。
2021年8月13日、セリエAのジェノアCFCに完全移籍で加入し、同日にセリエBのベネヴェント・カルチョに期限付き移籍した。
翌2022-23シーズンはセリエBに降格したジェノアに戻ると、クラブはリーグを2位で終え1年でセリエAに復帰。2023年10月22日に行われた2023-24シーズン第9節のアタランタBC戦で試合終盤から交代でピッチに入りセリエAにデビューした。2024-25シーズン開幕節のFCインテルナツィオナーレ・ミラノとの試合では、プロ初ゴールとなる先制点を挙げた。
2025年1月14日、同じくセリエAのパルマ・カルチョ1913に期限付き移籍で加入した。

### 代表
各ユース年代のイタリア代表歴を持ち、2021年5月にはUEFA U-21欧州選手権2021決勝トーナメントに挑むU-21イタリア代表のメンバーに選出された。

## 人物
シニシャ・ミハイロヴィッチの娘であるヴィルジニア（Virginia）と結婚し、2024年9月に誕生した第2子にはその2年前に亡くなった義父の名をとってレオーネ・シニシャ（Leone Siniša）と名付けた。また、自身の姉妹のロベルタ（Roberta）とジェノアでのチームメイトであるステーファノ・サベッリが婚姻関係にあるため、サベッリとは義理の兄弟の関係になる。

## タイトル
ユヴェントス
- トルネオ・ディ・ヴィアレッジョ：2016

ポルデノーネ
- セリエC：2018-2019（ジローネB）
- スーペルコッパ・セリエC：2019